# Le Château blanc
Pour les articles homonymes, voir Château Blanc.
Le Château blanc (en turc Beyaz Kale) est un roman d'Orhan Pamuk publié à Istanbul, aux éditions İletişim Yayınları, en 1985. Le roman prend l'allure d'une fiction historique sous le règne du sultan Mehmed IV (1648-1687) et met en scène la relation entre un esclave vénitien et un intellectuel turc.
L'œuvre est traduite en français en 1996.

## Résumé
Lors d'un voyage en bateau de Venise à Naples, un jeune passionné d'astronomie est capturé par des marins turcs. Il est emprisonné, puis livré comme esclave à un hodja turc.